# Mariya Paseka
María Valérievna Paseka (del ruso: Мария Валерьевна Пасека) (19 de julio de 1995 -) es una gimnasta rusa. En los Juegos Olímpicos de Londres 2012, ganó medalla de bronce en salto y medalla de plata con el equipo ruso. Recibió la Medalla al Mérito y es miembro del equipo nacional ruso. Y en el Campeonato Mundial de Montreal 2017 consiguió la medalla de oro en la modalidad de salto de potro.

## Carrera júnior

### 2010
A finales de abril, Paseka participó en el Campeonato Europeo de Gimnasia de 2010 en Birmingham, Reino Unido. Ella contribuyó con una puntuación de alrededor de 55,850 puntos al total del equipo ruso que se posicionó en primer lugar. En la final de salto, ella ganó la medalla de plata con un puntaje de 14,275 puntos.

## Carrera sénior

### 2011
En agosto, Paseka compitió en la Copa Rusa en Ekaterimburgo. Se posicionó tercera en salto con un puntaje de 13,713 y quinta en piso con 13,125 puntos. La entrenadora rusa, Valentina Rodionenko dijo «En Ekaterimburgo, ella no realizó un salto muy bueno, pero tenía mucha dificultad y un alto nivel gimnástico».
En septiembre, Paseka participó en la Copa Mundial de Gimnasia Artística en Gante, Bélgica. Ocupó el sexto lugar en salto con 13,837 puntos y quinta en piso con 13,175 puntos. Más tarde en septiembre, Paseka participó en la Dinamo International en Penza. Ganó el segundo lugar en salto y tercer lugar en piso con 13,935 y 14,034 puntos respectivamente.

### 2012
En marzo, Paseka participó en el Campeonato Nacional Ruso en Penza. Contribuyó con 14,867 puntos en salto, 10,767 en barras asimétricas y 13,533 en piso, así el equipo de Moscú ocupó el primer lugar. En finales por aparatos, ganó el tercer lugar en salto con 14,120 puntos y el séptimo lugar en barras asimétricas con 11,440 puntos.
En mayo, concursó en el Campeonato Europeo de Gimnasia de 2012 en Bruselas, Bélgica. Contribuyó con un puntaje en salto de 14,833 puntos, el equipo ruso finalizó en segundo lugar.
En junio, participó en la Copa Rusa en Penza. Contribuyó con 15,800 puntos en salto y 14,134 puntos en piso, el equipo de Moscú ocupó el primer lugar. En finales por aparatos, ocupó el séptimo lugar en salto con 11,925 puntos y en barras asimétricas con 13,175 puntos.

#### Londres 2012
A finales de julio, Paseka compitió en los Juegos Olímpicos de Londres 2012. En la final por equipos, ella contribuyó con una puntuación de 15,300 en salto, el equipo ruso finalizó en segundo lugar. En la final de salto, ella ganó la medalla de bronce con un puntaje final de 15,050 puntos. Paseka dijo: «No puedo describir lo que siento. Todavía tengo adrenalina en la sangre. Es sólo el tercer lugar, un bronce. Pero es una medalla olímpica. Así que yo sigo feliz».

### 2013
En marzo de 2013, participó en el Campeonato Nacional Ruso en Penza. En el concurso completo por equipos, el equipo de Paseka (Moscú) obtuvo un puntaje final de 166.750 puntos, obteniendo el segundo lugar. En las finales por aparatos, obtuvo el primer lugar en la final de salto con 13.475 puntos.
En el Campeonato Europeo de Gimnasia Artística de 2013, celebrado en Moscú, Paseka se clasificó segunda para la final de Salto de potro con un 14.733 puntos y sexta en la final de Barras asimétricas con 14.100 puntos. Sin embargo, en la final de salto cayó en sus dos saltos, terminando en séptimo lugar con 13.499 puntos. Obtuvo la medalla de bronce en la final de barras asimétricas con 14.400 puntos.

## 2015
Originalmente, Paseka no fue elegida para competir en el Campeonato Europeo de Gimnasia Artística de 2015 celebrado en Montpellier, Francia. Sin embargo, debido a las lesiones de Alla Sosnitskaya, Paseka se decidió a ser el reemplazo de último momento para ella. Paseka llegó a Montpellier después del entrenamiento en el podio, por lo que comenzó la competencia sin él. Sin embargo, se clasificó con 14.416, la cuarta puntuación más alta, en la final de Salto de potro, compitiendo en una bóveda de Cheng con una puntuación de dificultad de 6.4 como su primera bóveda y una  con una puntuación de dificultad de 6.3 como su segunda bóveda. También obtuvo un puntaje que le habría permitido ingresar a la final de Barras asimétricas (14.233); sin embargo, renunció a su puesto debido a la regla de dos por país. En la final de la bóveda celebrada el 18 de abril, Paseka ganó la medalla de oro con un puntaje de 15.250. Esta fue su primera medalla de bóveda europea. Con la victoria, derrotó a Giulia Steingruber, dos veces campeona de la bóveda europea.
En glasgow 2015, Paseka compitió en la bóveda, barras desiguales y ejercicios en el suelo para el equipo ruso, tanto en las clasificaciones como en la final, todo lo cual tuvo un desempeño limpio. Debido a los errores de sus compañeros de equipo en las Barras asimétricas y la barra de equilibrio, Rusia casi perdió el podio, terminando en el cuarto lugar. Sin embargo, Paseka se clasificó para la final de la bóveda y también obtuvo una puntuación que le habría permitido competir en la final de Barras asimétricas pero perdió su lugar debido a la regla de dos por país, con Daria Spiridonova y Viktoria Kómova colocándose por encima de ella en las calificaciones. En la final de la bóveda, Paseka ganó la medalla de oro, derrotando al actual campeón del mundo en bóveda, Hong Un-jong, quien ganó la plata. Ella compitió con un Cheng y un Amanar, al igual que Hong.

## 2016
Juegos Olímpicos de Río de Janeiro 2016
En los Juegos Olímpicos de verano de 2016, Paseka ganó dos medallas de plata: una para la bóveda y otra con el equipo ruso. Durante las finales del equipo, compitió solo en la bóveda, logrando un Amanar exitosamente para obtener la puntuación más alta para Rusia en la bóveda. En las finales de la bóveda, hizo dos bóvedas limpias para afianzar la plata. Para su primera bóveda realizó un Cheng, aterrizando fuera de límites, pero un aterrizaje atascado y una forma limpia aumentaron su puntaje. Para su segunda bóveda ella realizó un Amanar, dando un paso atrás. Fue la primera gimnasta femenina desde Ludmila Tourischeva en medalla en bóveda en dos Juegos Olímpicos consecutivos.

## 2017
Paseka no compitió a principios de año para poder recuperarse de los dolores de espalda que había experimentado durante los Juegos Olímpicos. A pesar de no haber competido en nacionales o en eventos de la Copa Mundial, todavía fue seleccionada para competir en los Campeonatos de Europa debido a su destreza en la bóveda. En el Campeonato de Europa, Paseka no alcanzó el podio, terminando cuarto en la bóveda.
En agosto, Paseka fue seleccionada para representar a Rusia en el Campeonato Mundial de Gimnasia Artística de 2017 junto con su compañera de equipo olímpica 2016 Angelina Melnikova, Elena Eremina y Anastasia llyankova. En las clasificaciones, Paseka solo se presentó en la bóveda, donde mostró a Cheng de forma limpia y a Amanar, a pesar de las dificultades en el entrenamiento. Se clasificó para la final de la bóveda en primer lugar con una puntuación promedio de 14.933 y luego ganó la medalla de oro con una puntuación de 14.850 en la final. Ella es la segunda gimnasta rusa en ganar dos títulos de salto mundial, y la primera en hacerlo consecutivamente.
En diciembre, Paseka se sometió a una cirugía de espalda para colocar una de sus vértebras en su lugar.

## 2018
Paseka pasó el año recuperándose y rehabilitándola. En diciembre, fue oficialmente autorizada para reanudar el entrenamiento y la competencia.

## 2019
Paseka hizo su regreso, donde se ubicó en primer lugar en la bóveda después de competir con un Amanar y un López. [20] Como resultado, fue nombrada al equipo para competir en el junto a Angelina Melnikova y Anastasia llyankova Campeonato Europeo de Gimnasia Artística de 2019. [21] Paseka más tarde compitió en la Copa Mundial de Bakú. Ella se clasificó para la final de la bóveda en el sexto lugar después de que su Lopéz fue degradada a Podkopayeva. [22] En la final, Paseka intentó su Cheng, pero cayó y terminó en el quinto lugar. [23] En la Copa del Mundo de Doha, Paseka se clasificó para la final de la bóveda en primer lugar luego de haber competido con éxito con Cheng y Amanar. [24] En la bóveda final, Paseka ganó la plata, a 0.117 puntos del estadounidense Jade Carey. Su Amanar fue la bóveda con la puntuación más alta de la competencia (15.100). [25] [26]
En el Campeonato de Europa, Paseka se clasificó para la final de la bóveda en el quinto lugar después de estrellarla en Cheng. Durante la final ganó el oro, superando a la campeona de bóveda europea Coline Devillard. [27] En junio compitió en la Copa de Corea, donde se ubicó en el cuarto lugar en la bóveda, luego de rebajar la calificación de Cheng a López y caer sobre su Amanar.

Paseka y el equipo ruso con sus medallas de plata olímpicas después de la final del equipo femenino el 9 de agosto de 2016